# Mickey Leigh
Mitchel Lee Hyman (Nueva York, 15 de julio de 1954), más conocido por su nombre artístico Mickey Leigh, es un músico y escritor estadounidense. Es el hermano de Joey Ramone, vocalista principal de la banda de punk rock Ramones.

## Carrera
Mickey Leigh formó su primera banda a los 10 años. A la edad de 14 años, Leigh estaba tocando en una banda con John Cummings (Johnny Ramone) y Tommy Erdelyi (Tommy Ramone). En 1977 formó una banda, Birdland, con el periodista musical Lester Bangs. El grupo grabó nueve canciones que finalmente se lanzaron en 1986, cuatro años después de la muerte de Bangs, en el álbum Birdland con Lester Bangs. La revista Creem lo describió como "el mejor álbum de rock 'n' roll de 1986".
La siguiente banda de Leigh fue The Rattlers. El grupo lanzó dos singles y un álbum en 1985. En 1994 formó Sibling Rivalry con su hermano Joey Ramone. Dos años más tarde, Leigh grabó un álbum con su nueva banda STOP. Leigh también ha estado trabajando como productor para varios grupos basados en Nueva York.
En 2009, Leigh publicó el libro I Slept with Joey Ramone: A Family Memoir, un libro de memorias sobre su hermano Joey y su familia, sus enredos legales, las enfermedades mentales que los aquejaron y la parábola de una banda fundamental que triunfó a pesar de tanta derrota.
En 2012, produjo el segundo y último álbum de estudio póstumo de su hermano, titulado Ya Know?
En la actualidad lidera su propia banda, llamada "Mickey Leigh Band".

## Discografía
La discografía de Mickey Leigh es parcial, aquí una reseña.

### Álbumes
The Rattlers
- Rattled! (1985)

Birdland
- Birdland with Lester Bangs (1986)

STOP
- Never (1996)
- Ya Know? de Joey Ramone (productor, 2012)

### Singles y EP
The Rattlers
- On the Beach (1979)
- What Keeps Your Heart Beatin’? (1983)

Sibling Rivalry
- In a Family Way (1994)

## Literatura
- I Slept with Joey Ramone: A Family Memoir[8]